# A Balfékek epizódjainak listája
Ezen az oldalon a Balfékek (angolul: Community) című amerikai televíziós sorozat epizódjainak listája található.

## Sorozatáttekintés
| Évad | Évad | Részek száma | Részek száma | Eredeti sugárzás     | Eredeti sugárzás  | Eredeti adó | Magyar sugárzás    | Magyar sugárzás      | Magyar adó |
| Évad | Évad | Részek száma | Részek száma | Évadbemutató         | Évadzáró          | Eredeti adó | Évadbemutató       | Évadzáró             | Magyar adó |
| ---- | ---- | ------------ | ------------ | -------------------- | ----------------- | ----------- | ------------------ | -------------------- | ---------- |
|      | 1.   | 25           | 25           | 2009. szeptember 17. | 2010. május 20.   | NBC         | 2011. január 9.    | 2011. április 3.     | PRO4       |
|      | 2.   | 24           | 24           | 2010. szeptember 23. | 2011. május 12.   | NBC         | 2012. július 7.    | 2012. szeptember 22. | PRO4       |
|      | 3.   | 22           | 22           | 2011. szeptember 22. | 2012. május 17.   | NBC         | 2014. február 26.  | 2014. március 27.    | PRO4       |
|      | 4.   | 13           | 13           | 2013. február 7.     | 2013. május 9.    | NBC         | 2017. december 27. | 2018. január 12.     | Humor+     |
|      | 5.   | 13           | 13           | 2014. január 2.      | 2014. április 17. | NBC         | 2015. július 19.   | 2015. augusztus 30.  | Super TV2  |
|      | 6.   | 13           | 13           | 2015. március 17.    | 2015. június 2.   | Yahoo!      | 2018. február 1.   | 2018. február 19.    | Humor+     |

## Első évad (2009–2010)
| Sor. | Év. | Cím                                                         | Rendező                   | Író                           | Premier                              | Nézettség   | Gyártási szám |
| ---- | --- | ----------------------------------------------------------- | ------------------------- | ----------------------------- | ------------------------------------ | ----------- | ------------- |
| 1.   | 1.  | Bevezető rész (Pilot)                                       | Anthony Russo & Joe Russo | Dan Harmon                    | 2009. szeptember 17. 2011. január 9. | 7,89 millió | 100           |
| 2.   | 2.  | Spanyolóra (Spanish 101)                                    | Joe Russo                 | Dan Harmon                    | 2009. szeptember 24. 2011. január 9. | 5,39 millió | 101           |
| 3.   | 3.  | Bevezetés a filmbe (Introduction to Film)                   | Anthony Russo             | Tim Hobert & Jon Pollack      | 2009. október 1. 2011. január 16.    | 5,86 millió | 102           |
| 4.   | 4.  | Társadalompszichológia (Social Psychology)                  | Anthony Russo             | Liz Cackowski                 | 2009. október 8. 2011. január 16.    | 4,87 millió | 104           |
| 5.   | 5.  | Haladó büntetőjogászat (Advanced Criminal Law)              | Joe Russo                 | Andrew Guest                  | 2009. október 15. 2011. január 23.   | 5,01 millió | 105           |
| 6.   | 6.  | Foci, feminizmus és te (Football, Feminism and You)         | Joe Russo                 | Hilary Winston                | 2009. október 22. 2011. január 23.   | 5,18 millió | 103           |
| 7.   | 7.  | Bevezetés a statisztikába (Introduction to Statistics)      | Justin Lin                | Tim Hobert & Jon Pollack      | 2009. október 29 2011. január 30.    | 5,32 millió | 106           |
| 8.   | 8.  | Háztartástan (Home Economics)                               | Anthony Russo             | Lauren Pomerantz              | 2009. november 5. 2011. január 30.   | 5,45 millió | 107           |
| 9.   | 9.  | Retorika (Debate 109)                                       | Joe Russo                 | Tim Hobert                    | 2009. november 12. 2011. február 6   | 5,09 millió | 109           |
| 10.  | 10. | Környezetvédelem (Environmental Science)                    | Seth Gordon               | Zach Paez                     | 2009. november 19. 2011. február 6.  | 4,86 millió | 108           |
| 11.  | 11. | Szexuálpolitika (The Politics of Human Sexuality)           | Anthony Russo             | Hilary Winston                | 2009. december 3. 2011. február 13.  | 5,42 millió | 110           |
| 12.  | 12. | Összehasonlító vallástudomány (Comparative Religion)        | Adam Davidson             | Liz Cackowski                 | 2009. december 10. 2011. február 13. | 5,51 millió | 111           |
| 13.  | 13. | Tényfeltáró újságírás (Investigative Journalism)            | Joe Russo                 | Jon Pollack & Tim Hobert      | 2010. január 14. 2011. február 20.   | 5,42 millió | 113           |
| 14.  | 14. | Modern tánc (Interpretive Dance)                            | Justin Lin                | Lauren Pomerantz              | 2010. január 21. 2011. február 20.   | 4,73 millió | 112           |
| 15.  | 15. | Romantikus expresszionizmus (Romantic Expressionism)        | Joe Russo                 | Andrew Guest                  | 2010. február 4. 2011. február 27.   | 5,23 millió | 115           |
| 16.  | 16. | Bevezetés a kommunikációba (Communication Studies)          | Adam Davidson             | Chris McKenna                 | 2010. február 11. 2011. február 27.  | 5,15 millió | 116           |
| 17.  | 17. | Testnevelés (Physical Education)                            | Anthony Russo             | Jessie Miller                 | 2010. március 4. 2011. március 6.    | 5,06 millió | 118           |
| 18.  | 18. | Bevezetés a genealógiába (Basic Genealogy)                  | Ken Whittingham           | Karey Dornetto                | 2010. március 11. 2011. március 6.   | 4,70 millió | 117           |
| 19.  | 19. | Fazekascsoport (Beginner Pottery)                           | Anthony Russo             | Hilary Winston                | 2010. március 18. 2011. március 13.  | 5,21 millió | 114           |
| 20.  | 20. | Az illúzió tudománya (The Science of Illusion)              | Adam Davidson             | Zach Paez                     | 2010. március 25. 2011. március 13.  | 5,07 millió | 122           |
| 21.  | 21. | Kortárs amerikai baromfi (Contemporary American Poultry)    | Tristram Shapeero         | Emily Cutler & Karey Dornetto | 2010. április 22. 2011. március 20.  | 3,67 millió | 123           |
| 22.  | 22. | A társalgás művészete (The Art of Discourse)                | Adam Davidson             | Chris McKenna                 | 2010. április 29. 2011. március 20.  | 4,36 millió | 124           |
| 23.  | 23. | Modern hadviselés (Modern Warfare)                          | Justin Lin                | Emily Cutler                  | 2010. május 6. 2011. március 27.     | 4,35 millió | 119           |
| 24.  | 24. | Nem idegen nyelv (English as a Second Language)             | Gail Mancuso              | Tim Hobert                    | 2010. május 13. 2011. március 27.    | 4,49 millió | 120           |
| 25.  | 25. | Szerelmi háromszög újragyúrva (Pascal’s Triangle Revisited) | Joe Russo                 | Hilary Winston                | 2010. május 20. 2011. április 3.     | 4,41 millió | 121           |

## Második évad (2010–2011)
| Sor. | Év. | Cím                                                                                 | Rendező           | Író                             | Premier                                | Nézettség   | Gyártási szám |
| ---- | --- | ----------------------------------------------------------------------------------- | ----------------- | ------------------------------- | -------------------------------------- | ----------- | ------------- |
| 26.  | 1.  | Kezdő antropológia (Anthropology 101)                                               | Joe Russo         | Chris McKenna                   | 2010. szeptember 23. 2012. július 7.   | 5,01 millió | 201           |
| 27.  | 2.  | Alapfokú ügyvédtan (Accounting for Lawyers)                                         | Joe Russo         | Emily Cutler                    | 2010. szeptember 30. 2012. július 7.   | 4,53 millió | 203           |
| 28.  | 3.  | Az elengedés pszichológiája (The Psychology of Letting Go)                          | Anthony Russo     | Hilary Winston                  | 2010. október 7. 2012. július 14.      | 4,20 millió | 202           |
| 29.  | 4.  | Alapfokú űrhajótan (Basic Rocket Science)                                           | Anthony Russo     | Andy Bobrow                     | 2010. október 14. 2012. július 14.     | 4,81 millió | 204           |
| 30.  | 5.  | Messiásmítoszok és ókori emberek (Messianic Myths and Ancient Peoples)              | Tristram Shapeero | Andrew Guest                    | 2010. október 21. 2012. július 21.     | 4,46 millió | 205           |
| 31.  | 6.  | Haladó járványtan (Epidemiology)                                                    | Anthony Hemingway | Karey Dornetto                  | 2010. október 28. 2012. július 21.     | 5,64 millió | 206           |
| 32.  | 7.  | A nemek aerodinamikája (Aerodynamics of Gender)                                     | Tristram Shapeero | Adam Countee                    | 2010. november 4. 2012. július 28.     | 4,61 millió | 207           |
| 33.  | 8.  | Együttműködő cirkalomtan (Cooperative Calligraphy)                                  | Joe Russo         | Megan Ganz                      | 2010. november 11. 2012. július 28.    | 4,53 millió | 208           |
| 34.  | 9.  | Összeesküvés-elméletek és belsőépítészet (Conspiracy Theories and Interior Design)  | Adam Davidson     | Chris McKenna                   | 2010. november 18. 2012. augusztus 4.  | 4,41 millió | 210           |
| 35.  | 10. | Hitelesített elektan (Mixology Certification)                                       | Jay Chandrasekhar | Andy Bobrow                     | 2010. december 2. 2012. augusztus 4.   | 4,55 millió | 209           |
| 36.  | 11. | Abed elszabadult karácsonya (Abed’s Uncontrollable Christmas)                       | Duke Johnson      | Dino Stamatopoulos & Dan Harmon | 2010. december 9. 2012. augusztus 11.  | 4,29 millió | 222           |
| 37.  | 12. | Ázsiai népesedés (Asian Population Studies)                                         | Anthony Russo     | Emily Cutler                    | 2011. január 20. 2012. augusztus 11.   | 4,73 millió | 211           |
| 38.  | 13. | Haladó celebgyógyszertan (Celebrity Pharmacology)                                   | Fred Goss         | Hilary Winston                  | 2011. január 27. 2012. augusztus 18.   | 4,59 millió | 212           |
| 39.  | 14. | Dungeons & Dragons (Advanced Dungeons & Dragons)                                    | Joe Russo         | Andrew Guest                    | 2011. február 3. 2012. augusztus 18.   | 4,37 millió | 214           |
| 40.  | 15. | A XXI. század romantikája (Early 21st Century Romanticism)                          | Steven Sprung     | Karey Dornetto                  | 2011. február 10. 2012. augusztus 25.  | 3,81 millió | 213           |
| 41.  | 16. | Középhaladó dokumentumfilm-készítés (Intermediate Documentary Filmmaking)           | Joe Russo         | Megan Ganz                      | 2011. február 17. 2012. augusztus 25.  | 4,11 millió | 215           |
| 42.  | 17. | Bevezetés a politikatudományba (Intro to Political Science)                         | Jay Chandrasekhar | Adam Countee                    | 2011. február 24. 2012. szeptember 1.  | 3,79 millió | 216           |
| 43.  | 18. | Gyermekvédelem és balkáni kapcsolatok (Custody Law and Eastern European Diplomacy)  | Anthony Russo     | Andy Bobrow                     | 2011. március 17. 2012. szeptember 1.  | 4,15 millió | 217           |
| 44.  | 19. | Abed új életének első születésnapja (Critical Film Studies)                         | Richard Ayoade    | Sona Panos                      | 2011. március 24. 2012. szeptember 8.  | 4,46 millió | 218           |
| 45.  | 20. | A versenyképes borkóstolás (Competitive Wine Tasting)                               | Joe Russo         | Emily Cutler                    | 2011. április 14. 2012. szeptember 8.  | 3,49 millió | 219           |
| 46.  | 21. | Az emberi memória paradigmája (Paradigms of Human Memory)                           | Tristram Shapeero | Chris McKenna                   | 2011. április 21. 2012. szeptember 15. | 3,17 millió | 220           |
| 47.  | 22. | Alkalmazott antropológia és konyhaművészet (Applied Anthropology and Culinary Arts) | Jay Chandrasekhar | Karey Dornetto                  | 2011. április 28. 2012. szeptember 15. | 3,35 millió | 221           |
| 48.  | 23. | Megátalkodott paintball (A Fist Full of Paintballs (Part 1))                        | Joe Russo         | Andrew Guest                    | 2011. május 5. 2012. szeptember 22.    | 3,49 millió | 223           |
| 49.  | 24. | Paintballok háborúja (For a Few Paintballs More (Part 2))                           | Joe Russo         | Hilary Winston                  | 2011. május 12. 2012. szeptember 22.   | 3,32 millió | 224           |

## Harmadik évad (2011–2012)
| Sor. | Év. | Cím                                                                            | Rendező           | Író                             | Premier                                | Nézettség   | Gyártási szám |
| ---- | --- | ------------------------------------------------------------------------------ | ----------------- | ------------------------------- | -------------------------------------- | ----------- | ------------- |
| 50.  | 1.  | Biológia alapok (Biology 101)                                                  | Anthony Russo     | Garrett Donovan & Neil Goldman  | 2011. szeptember 22. 2014. február 26. | 3,93 millió | 301           |
| 51.  | 2.  | Globális konfliktusföldrajz (Geography of Global Conflict)                     | Joe Russo         | Andy Bobrow                     | 2011. szeptember 29. 2014. február 27. | 3,98 millió | 302           |
| 52.  | 3.  | Gyógyító káoszelmélet (Remedial Chaos Theory)                                  | Jeff Melman       | Chris McKenna                   | 2011. október 15. 2014. március 3.     | 3,78 millió | 303           |
| 53.  | 4.  | Versenyökológia (Competitive Ecology)                                          | Anthony Russo     | Maggie Bandur                   | 2011. október 6. 2014. február 28.     | 3,35 millió | 304           |
| 54.  | 5.  | Horrorfikció hét kísértetben (Horror Fiction in Seven Spooky Steps)            | Tristram Shapeero | Dan Harmon                      | 2011. október 27. 2014. március 4.     | 3,42 millió | 305           |
| 55.  | 6.  | Meleg haladó (Advanced Gay)                                                    | Joe Russo         | Matt Murray                     | 2011. november 3. 2014. március 5.     | 3,84 millió | 306           |
| 56.  | 7.  | A modern mozgások tanulmányozása (Studies in Modern Movement)                  | Tristram Shapeero | Adam Countee                    | 2011. november 10. 2014. március 6.    | 3,49 millió | 307           |
| 57.  | 8.  | Dokumentumfilm-készítés (Documentary Filmmaking: Redux)                        | Joe Russo         | Megan Ganz                      | 2011. november 17. 2014. március 7.    | 3,62 millió | 308           |
| 58.  | 9.  | Csocsó és éjszakai éberizáció (Foosball and Nocturnal Vigilantism)             | Anthony Russo     | Chris Kula                      | 2011. december 1. 2014. március 10.    | 3,74 millió | 309           |
| 59.  | 10. | Regionális ünnepi zene (Regional Holiday Music)                                | Tristram Shapeero | Steve Basilone & Annie Mebane   | 2011. december 8. 2014. március 11.    | 3,60 millió | 311           |
| 60.  | 11. | Kortárs hasonmásolás (Contemporary Impressionists)                             | Kyle Newacheck    | Alex Cooley                     | 2012. március 22. 2014. március 13.    | 3,87 millió | 310           |
| 61.  | 12. | Urbánus házasság és szendvicsművészet (Urban Matrimony and the Sandwich Arts)  | Kyle Newacheck    | Vera Santamaria                 | 2012. március 15. 2014. március 12.    | 4,75 millió | 312           |
| 62.  | 13. | A belsőépítészet felfedezése (Digital Exploration of Interior Design (Part 1)) | Dan Eckman        | Chris McKenna                   | 2012. március 29. 2014. március 14.    | 3,48 millió | 313           |
| 63.  | 14. | Párnák és pokrócok (Pillows and Blankets (Part 2))                             | Tristram Shapeero | Andy Bobrow                     | 2012. április 5. 2014. március 17.     | 3,00 millió | 314           |
| 64.  | 15. | A vámpírmítosz eredete (Origins of Vampire Mythology)                          | Steven Tsuchida   | Dan Harmon                      | 2012. április 12. 2014. március 18.    | 3,09 millió | 315           |
| 65.  | 16. | Virtuális rendszerelemzés (Virtual Systems Analysis)                           | Tristram Shapeero | Matt Murray                     | 2012. április 19. 2014. március 19.    | 2,77 millió | 316           |
| 66.  | 17. | Bevezetés a farkasfélék urológiájába (Basic Lupine Urology)                    | Rob Schrab        | Megan Ganz                      | 2012. április 26. 2014. március 20.    | 3,21 millió | 317           |
| 67.  | 18. | Hihetetlen dolgok kurzusa (Course Listing Unavailable)                         | Tristram Shapeero | Tim Saccardo                    | 2012. május 3. 2014. március 21.       | 3,20 millió | 318           |
| 68.  | 19. | Elérhetetlen kredit (Curriculum Unavailable)                                   | Adam Davidson     | Adam Countee                    | 2012. május 10. 2014. március 24.      | 2,99 millió | 319           |
| 69.  | 20. | Digitális birtokrendezés (Digital Estate Planning)                             | Adam Davidson     | Matt Warburton                  | 2012. május 17. 2014. március 25.      | 3,97 millió | 322           |
| 70.  | 21. | Az első Chang-dinasztia (The First Chang Dynasty)                              | Jay Chandrasekhar | Matt Fusfeld & Alex Cuthbertson | 2012. május 17. 2014. március 26.      | 2,61 millió | 320           |
| 71.  | 22. | Bevezetés a véglegességbe (Introduction to Finality)                           | Tristram Shapeero | Steve Basilone & Annie Mebane   | 2012. május 17. 2014. március 27.      | 2,48 millió | 321           |

## Negyedik évad (2013)
2012. május 10-én az NBC bejelentette, hogy egy 13 részes negyedik évadot rendelt meg a sorozatból, mely a kezdeti 2012. október 19-i kezdés elhalasztása után 2013. február 7-étől látható.
| Sor. | Év. | Cím                                                                                       | Rendező              | Író                                           | Premier                              | Nézettség   | Gyártási szám |
| ---- | --- | ----------------------------------------------------------------------------------------- | -------------------- | --------------------------------------------- | ------------------------------------ | ----------- | ------------- |
| 72.  | 1.  | Történelem (History 101)                                                                  | Tristram Shapeero    | Andy Bobrow                                   | 2013. február 7. 2017. december 27.  | 3,88 millió | 401           |
| 73.  | 2.  | Paranormális felmenő (Paranormal Parentage)                                               | Tristram Shapeero    | Megan Ganz                                    | 2013. február 14. 2017. december 28. | 2,76 millió | 403           |
| 74.  | 3.  | Téridő-találkozó (Conventions of Space and Time)                                          | Michael Patrick Jann | Maggie Bandur                                 | 2013. február 21. 2017. december 29. | 3,08 millió | 404           |
| 75.  | 4.  | A német invázió alternatív története (Alternative History of the German Invasion)         | Steven Tsuchida      | Ben Wexler                                    | 2013. február 28. 2018. január 1.    | 2,83 millió | 402           |
| 76.  | 5.  | Kooperatív menekvés a családi kapcsolatokban (Cooperative Escapism in Familial Relations) | Tristram Shapeero    | Steve Basilone & Annie Mebane                 | 2013. március 7. 2018. január 2.     | 3,29 millió | 405           |
| 77.  | 6.  | Emelt szintű dokumentumfilm-készítés (Advanced Documentary Filmmaking)                    | Jay Chandrasekhar    | Hunter Covington                              | 2013. március 14. 2018. január 3.    | 2,58 millió | 408           |
| 78.  | 7.  | Tengerbiológiai gazdaságtan (Economics of Marine Biology)                                 | Tricia Brock         | Tim Saccardo                                  | 2013. március 21. 2018. január 4.    | 2,95 millió | 406           |
| 79.  | 8.  | Báltörténelem (Herstory of Dance)                                                         | Tristram Shapeero    | Jack Kukoda                                   | 2013. április 4. 2018. január 5.     | 2,32 millió | 407           |
| 80.  | 9.  | Bevezetés a kesztyűbáb-terápiába (Intro to Felt Surrogacy)                                | Tristram Shapeero    | Gene Hong                                     | 2013. április 11. 2018. január 8.    | 2,84 millió | 413           |
| 81.  | 10. | Bevezetés a csomótanba (Intro to Knots)                                                   | Tristram Shapeero    | Andy Bobrow                                   | 2013. április 18. 2018. január 9.    | 3,13 millió | 409           |
| 82.  | 11. | Anatómiai alapismeretek (Basic Human Anatomy)                                             | Beth McCarthy-Miller | Jim Rash                                      | 2013. április 25. 2018. január 10.   | 2,33 millió | 410           |
| 83.  | 12. | Eredettörténet (Heroic Origins)                                                           | Victor Nelli, Jr.    | Steve Basilone & Annie Mebane & Maggie Bandur | 2013. május 2. 2018. január 11.      | 2,67 millió | 412           |
| 84.  | 13. | Haladó bevezetés a végzősségbe (Advanced Introduction to Finality)                        | Tristram Shapeero    | Megan Ganz                                    | 2013. május 9. 2018. január 12.      | 3,08 millió | 411           |

## Ötödik évad (2014)
| Sor. | Év. | Cím                                                                              | Rendező           | Író                        | Premier                               | Nézettség   | Gyártási szám |
| ---- | --- | -------------------------------------------------------------------------------- | ----------------- | -------------------------- | ------------------------------------- | ----------- | ------------- |
| 85.  | 1.  | Újraforgatjuk (Repilot)                                                          | Tristram Shapeero | Dan Harmon & Chris McKenna | 2014. január 2. 2015. július 19.      | 3,49 millió | 501           |
| 86.  | 2.  | Bevezetés a tanításba (Introduction to Teaching)                                 | Jay Chandrasekhar | Andy Bobrow                | 2014. január 2. 2015. július 19.      | 3,49 millió | 502           |
| 87.  | 3.  | Farpofák közötti éremtan alapozó (Basic Intergluteal Numismatics)                | Tristram Shapeero | Erik Sommers               | 2014. január 9. 2015. július 26.      | 3,58 millió | 505           |
| 88.  | 4.  | Kooperatív hazugságvizsgálat (Cooperative Polygraphy)                            | Tristram Shapeero | Alex Rubens                | 2014. január 16. 2015. július 26.     | 3,07 millió | 503           |
| 89.  | 5.  | Geotermikus menekülés (Geothermal Escapism)                                      | Joe Russo         | Tim Saccardo               | 2014. január 23. 2015. augusztus 2.   | 3,02 millió | 504           |
| 90.  | 6.  | Parafaalapú hálózati analízis (Analysis of Cork-Based Networking)                | Tristram Shapeero | Monica Padrick             | 2014. január 30. 2015. augusztus 2.   | 3,01 millió | 506           |
| 91.  | 7.  | Barátkozás és bétahím-szexualitás (Bondage and Beta Male Sexuality)              | Tristram Shapeero | Dan Guterman               | 2014. február 27. 2015. augusztus 9.  | 2,56 millió | 507           |
| 92.  | 8.  | Applikációfejlesztés egy kis fűszerrel (App Development and Condiments)          | Rob Schrab        | Jordan Blum & Parker Deay  | 2014. március 6. 2015. augusztus 9.   | 2,79 millió | 508           |
| 93.  | 9.  | A videómagnó és a lopott tankönyvek (VCR Maintenance and Educational Publishing) | Tristram Shapeero | Donald Diego               | 2014. március 13. 2015. augusztus 16. | 2,77 millió | 509           |
| 94.  | 10. | Szerepjáték haladóknak (Advanced Advanced Dungeons & Dragons)                    | Joe Russo         | Matt Roller                | 2014. március 20. 2015. augusztus 16. | 3,32 millió | 510           |
| 95.  | 11. | G.I. Jeff (G.I. Jeff)                                                            | Rob Schrab        | Dino Stamatopoulos         | 2014. április 3. 2015. augusztus 23.  | 2,50 millió | 513           |
| 96.  | 12. | Egyszerű történet (Basic Story (Part 1))                                         | Jay Chandrasekhar | Carol Kolb                 | 2014. április 10. 2015. augusztus 23. | 2,56 millió | 512           |
| 97.  | 13. | Alap szendvics (Basic Sandwich (Part 2))                                         | Rob Schrab        | Ryan Ridley                | 2014. április 17. 2015. augusztus 30. | 2,87 millió | 511           |

## Hatodik évad (2015)
| Sor. | Év. | Cím                                                                                      | Rendező               | Író                         | Premier                             | Gyártási szám |
| ---- | --- | ---------------------------------------------------------------------------------------- | --------------------- | --------------------------- | ----------------------------------- | ------------- |
| 98.  | 1.  | Létrák (Ladders)                                                                         | Rob Schrab            | Dan Harmon és Chris McKenna | 2015. március 17. 2018. február 1.  | 602           |
| 99.  | 2.  | Fűnyíró karbantartás és szülés utáni gondozás (Lawnmower Maintenance and Postnatal Care) | Jim Rash és Nat Faxon | Alex Rubens                 | 2015. március 17. 2018. február 2.  | 601           |
| 100. | 3.  | Alapvető válsághelyzeti illemszabályok (Basic Crisis Room Decorum)                       | Bobcat Goldthwait     | Monica Padrick              | 2015. március 24. 2018. február 5.  | 605           |
| 101. | 4.  | Queer tanulmányok és haladó gyantázás (Queer Studies and Advanced Waxing)                | Jim Rash és Nat Faxon | Matt Lawton                 | 2015. március 31. 2018. február 6.  | 603           |
| 102. | 5.  | A robotika törvényei és a pártjogok (Laws of Robotics and Party Rights)                  | Rob Schrab            | Dean Young                  | 2015. április 7. 2018. február 7.   | 604           |
| 103. | 6.  | Alapvető e-mail biztonság (Basic Email Security)                                         | Jay Chandrasekhar     | Matt Roller                 | 2015. április 14. 2018. február 8.  | 606           |
| 104. | 7.  | Speciális biztonsági funkciók (Advanced Safety Features)                                 | Rob Schrab            | Carol Kolb                  | 2015. április 21. 2018. február 9.  | 607           |
| 105. | 8.  | Bevezetés az újrahasznosított moziba (Intro to Recycled Cinema)                          | Victor Nelli, Jr.     | Clay Lapari                 | 2015. április 28. 2018. február 12. | 608           |
| 106. | 9.  | Csalás 101 (Grifting 101)                                                                | Rob Schrab            | Ryan Ridley                 | 2015. május 5. 2018. február 13.    | 609           |
| 107. | 10. | Alapvető lakóautó-javítás és tenyérjóslás (Basic RV Repair and Palmistry)                | Jay Chandrasekhar     | Dan Guterman                | 2015. május 12. 2018. február 14.   | 610           |
| 108. | 11. | Modern kémkedés (Modern Espionage)                                                       | Rob Schrab            | Mark Stegemann              | 2015. május 19. 2018. február 15.   | 611           |
| 109. | 12. | Esküvői videózás (Wedding Videography)                                                   | Adam Davidson         | Briggs Hatton               | 2015. május 26. 2018. február 16.   | 612           |
| 110. | 13. | A televíziózás érzelmi következményei (Emotional Consequences of Broadcast Television)   | Rob Schrab            | Dan Harmon és Chris McKenna | 2015. június 2. 2018. február 19.   | 613           |